# Сликарство
Сликарство је умјетнички израз идеја и емоција са одређеним естетским квалитетима у дводимензионалном ликовном језику. Елементи сликарства као што су линија, облици, боја, тонови и текстура, се користе на различите начине како би се произвео осјећај волумена, масе, простора, покрета и свјетлости на равној површини. Они се такође комбинују ликовним изразом у циљу постизања представе стварних или нестварних феномена, нарације или сасвим апстрактних визуелних односа. Одлука умјетника да користи одређени сликарски медиј, темперу, фреско, уље, акрил, акварел или друге у води раствориве боје, мастила, гваш, енкаустику, казеинску темперу као и одабир одређене подлоге, зида, платна, дрвене плоче, стакла, минијатуре, илуминације рукописа, или било које друге савремене сликарске подлоге, се заснива на њиховим чулним квалитетима и могућности израза, али и ограничењима одабраних опција или њихових комбинација. Избор медија и форме, и на крају властито стваралачко умјеће умјетника, дају као коначни резултат јединствено сликарско дјело.
Представљање природе, предметно или фигуративно сликарство; (мртва природа, пејзаж, портрет, акт, итд.), настаје комбиновањем сликарских елемената, подређујући их природним законима облика и форме.
Непредметно или апстрактно сликарство је везано за субјективно и емотивно умјетничко изражавање, које не тежи представљању стварности, него стварању нових стварности. Апстрактни сликар изражава своје идеје слободним коришћењем основних елемената. Уношење геометријских облика у апстрактно сликарство везано је за рационално непредметно умјетничко изражавање.
С техничке стране, сликање је поступак наношења мјешавине пигмента и љепка (везива) на подлогу. Са умјетничке стране, сликање је умјетничко изражавање идеја, концепција, уз помоћ ликовних елемената, односно дизајна композиције, који се реализује преко прелиминарних студија, или у праисторијском, модерном и савременом сликарству, често директним приступом, без прелиминарних студија, гдје се сликар води интуицијом и својим способностима за рјешавања проблема композиције с циљем постизања естетског доживљаја замишљене идеје.
Подлога за слику, може бити зид (у праисторијско вријеме су то биле стијене пећина из практичних разлога), папир, платно, дрвена табла (иконе византијског сликарства као примјер), стакло (витражи у катедралама), плоча од бакра и алуминијума или било која од модерних и савремених подлога. У модерном и савременом сликарству подлога се третира као саставни дио композиције слике, односно подлога се бира по квалитативним својствима материјала, његовим могућностима и ограничењима.
Раније традиције културе – племена, религије, умјетничка занатска удружења, краљевски дворови и државе – су држале под контролом умјетничке занате, форму, иконографију и теме сликарства, одређујући његову функцију, зависно да ли се радило о ритуалном, побожном, декоративном, образовном или сликарству просто намијењеном забави. Сликари су запошљавани због свог умијећа да успјешно изврше намијењене задатке а не због своје стваралачке личности. Схватање умјетника као ствараоца се развило касније у доба ренесансе. Истакнути сликари су тада изједначили свој статус са научницима и интелектуалцима и почели су да потписују своја дјела, слободно одлучују о дизајну композиције, а неријетко и иконографију и тему која ће бити представљена на слици. Однос са меценама и разним покровитељима се значајно побољшао а понекад се претварао и у пријатељство.
Међутим, у 19. вијеку, умјетници су почели да губе вјековима осигурано покровитељство цркве и краљевских дворова. Неки су покушали да ријеше проблем правећи изложбе у приватним просторима и атељеима наплаћујући улазнице заинтересованој публици, док су други кренули да праве путујуће изложбе. Тржишна економија условљена индустријском револуцијом и заснована на рекламној продаји производа утицала је и на умјетност, што је довело до потребе да се умјетници такође прилагоде новонасталој ситуацији. Тада се појављују и прве приватне галерије, односно приватни изложбени простори, чији се власници баве продајом умјетничких дјела и рекламирањем одабраних умјетника. Касније ће се појавити јавне галерије и музеји чијем изложбеном простору умјетници приступају преко јавног конкурса или стипендије. За рекламирање дјела и умјетника ове институције у почетку користе штампане медије, локалног и националног одјека. У новије вријеме су ту и електронски медији а тек скоро и интернет. Многи умјетници данас користе интернет и друштвене мреже за рекламирање и комуникацију са потенцијалним купцима својих дјела, мада је и данас утицај традиционалних канала као што су галерије и музеји доста, ако не и најзначајнији за било ког умјетника. Сликарска и друге врсте умјетничких дјела није могуће успјешно цијенити и уживати у њима преко репродукција, штампаних или електронских, а ту је и чињеница да многа савремена дјела настају специфично за одређени изложбени простор, тако да изван њега губе свој смисао.
Треба поменути да је данас умјетник сасвим слободан да ствара без ранијих ограничења. Ово је почетком 20. вијека дало полет масовном експериментисању у сликарству и као резултат произвело мноштво сликарских покрета.

## Елементи и принципи сликарског израза
Композиција слике је њен визуелни формат; распоред линија, облика, боје, тона и текстуре у једну експресивну цјелину. Осјећај да је све на свом мјесту, да не може ништа да се дода или одузме, је оно што једној слици даје коначни изглед довршеног и самосталног дјела.
Избор боја и присуство одређене иконографије или наративног садржаја је понекад одлучен с циљем представљања одређене теме или сцене, а други пут из симболичких разлога. Такође је могуће да је у обзир узето и једно и друго. Али и просто формална игра боја и облика посједује способност комуникације одређене атмосфере, дочаравање одређених оптичких осјећаја простора, волумена, покрета и свјетлости, и такође одређене игре контраста хармоније и напетости, чак и када је наративна симболика недовољно јасна.

### Елементи израза
Елементи сликарског израза су линија, облик и маса, боја, текстура, волумен и простор, и покрет и осјећај присуства компоненте времена. Сваки од поменутих има своје посебне експресивне квалитете.

#### Линија
Линија је најстарији начин визуелног представљања ствари; први кораци човјека у сликарству са зидова праисторијских пећина су почели линеарним описом природе. Формалне везе између дебљих и тањих линија, непрекинутих или изломљених, и закривљених или угластих су методе постизања контраста и понављања присутне у многим сликама у свим периодима историје сликарства. Варијације у валеру линија обриса је други метод за постизање волумена, просторних односа, свјетлости и текстуре ствари. Његов најкарактеристичнији примјер је у јапанском сликарству мастилом, гдје је економија израза и виталност линије у уској вези са традиционалном јапанском калиграфијом. Поред обриса у боји, линију такође представљају све ивице тона и масе боје, као и правци општег покрета који је имплицитно дат организацијом слике. Начин на који су дате све ове различите употребе линије је оно што композицији слике даје садржај и стил. Умјетник, било да се води интуицијом или ради по већ унапријед одређеном дизајну композиције, успоставља везе међу њима обраћајући пажњу на цјелину слике, тако да је коначни резултат јединство у различитости, што значи да су различити елементи уједињени у цјелину.
Осим очигледних асоцијација узорака линије са посебним карактеристикама, – на примјер, валовите линије сугеришу разигран покрет –, емотивни одговор се такође постиже линеарним везама и њиховим односима. Тако линије које иду нагоре могу сугерисати осјећај радости или тежње, оне усмјерне надоле атмосферу туге или пораза, док линије које се отварају према десној страни композиције производе пријатнији осјећај од оних које то чине према лијевој страни. Треба поменути да код поменутих осјећања постоје одступања зависно од културе, поднебља, а понекад и неки појединци исте културе имају друкчији доживљај од поменутих.

## Сликарски израз
Многе књиге из умјетности, нарочито из историје умјетности, остављају по страни практичну страну „умјетничког заната”, усмјеравајући се на стилске, литерарне или формалне квалитете сликарских дјела. Као резултат, у историји умјетности се јављају небројене грешке које понављају и наредне генерације писаца. Свако умјетничко дјело је од самог почетка условљено и одређено материјалима који су умјетнику доступни за рад, као и његовом способношћу да њима манипулише. Због овога, једино је на одговарајући начин могуће разумјети естетска разматрања и мјесто умјетности у историји, ако се у обзир узму ограничења која материјали намећу и друштвене околности времена. Стога, кључ за разумијевање умјетничких дјела лежи у посматрачевом „знању гледања”, тј., у знању о разлозима зашто се у одређеном временском периоду ради овако или онако.
Филозофија умјетности дефинише умјетност као средство визуелног схватања свијета. Постоје два начина схватања свијета. Свијет можемо да мјеримо и да то мјерење забиљежимо једним уговореним системом знакова (бројевима или словима); о свијету можемо да дајемо изјаве које се заснивају на експериметну. А можемо и да конструишемо системе који свијет објашњавају имагинативно (митови). Али умјетност се не смије мијешати ни с једном од ових дјелатности: она је „вјечно живо питање које чуло вида поставља видљивом свијету”, а умјетник је просто човјек са способношћу и жељом да визуелну перцепцију претвори у материјалну форму. Први дио његове акције је перцептиван а други експресиван, али у пракси није могуће одвојити та два процеса: умјетник изражава оно што опажа и опажа оно што изражава.
Цијела историја умјетности је историја начина визуелног опажања: различитих начина на које је човјек видио свијет. Лаик би могао да примјети да постоји само један начин да се свијет види — начин на који се свијет приказује његовом непосредном гледању. Али то није тачно — ми видимо оно што научимо да видимо, и гледање постаје навика, обичај, дјелимичан избор свега оног што може да се види и један искривљен збир осталог. Ми видимо оно што хоћемо да видимо, а то што хоћемо да видимо је одређено не неизбјежним законима оптике, па чак ни животним нагоном (што може да буде случај с дивљим животињама), већ жељом да се открије или изгради један вјеродостојан свијет. Оно што видимо мора да постане стварно и на тај начин умјетност постаје изграђивање стварности.
Реализација сликарске замисли, било да је дата у облику уљаног пигмента на платну или у виду цртежа изведеног пером на папиру, само је један вид креативног акта. Карактер сваке ликовне замисли је одређен умјетниковим менталним и емоционалним односом према предмету његовог сликања исто као и избором средстава и начином њиховог коришћења. Сликарска идеја се рађа у том смислу што човјек види оно што жели да види. Пошто свако ликовно средство има свој начин постојања на пиктуралној (сликовној) површини, тако и сваки појединац има свој начин повезивања оптичких знакова у површине и представе, онако како он жели да их види.
Изражавање у умјетности првенствено зависи од коефицијента креативности. По креативном пориву и његовом изразу у форми, ликовни критичари разликују обичне умјетнике од оних који су обиљежени генијалношћу.
За умјетника се може рећи да изражава своја осјећања о животу, која израстају из његових искустава кроз сусрете са људима, мјестима, догађајима, објектима и идејама. Ова искуства испреплетена са асоцијацијама и осјећањима, умјетник претапа и прерађује у себи, познавањем ликовних вриједности. Тако настала „замисао” добива облик и значење кроз умјетниково знање и изабрана средства. Изражавање постаје стилистичка форма којој умјетник даје своје осјећајно-визуелно значење; то је покушај да се каже нешто о предмету свога испитивања рјечником свога времена. Изражавање је, према томе, директно везано за основне компоненте умјетничког дјела.

### Класификација израза
Постоје двије широке класификације изражавања као стилистичке форме: индивидуална и групна. Групно изражавање припада једном друштву као цјелини које се формира и стиче зрелост са рођењем и растом своје културе. Примјер групног изражавања би био развој цивилизације „идеализма” у старој Грчкој у којој је умјетник видио „људски род преображен својом судбином”. У оквиру таквог групног израза, друштвене промјене су дјеловале на његов стил и настале су уочљиве промјене у односу на предмет, форму и значење.
Индивидуално изражавање кроз прилаз предмету, форми и садржају, више припада нашем времену, док групно изражавање припада прошлости. То је вјероватно посљедица тежње нашег времена за самопотврђивањем и индивидуализмом. Мада у умјетности 19. и 20. вијека постоје групе умјетника са сличним намјерама, уочљив је огроман број варијанти у границама главних праваца. Савремено наглашавање индивидуалности уродило је већом разноврсношћу у умјетничком изражавању од средине деветнаестог вијека до данас, него што се може срести у свим претходним периодима историје умјетности.
Разматрајући савремене покрете у умјетности можемо уочити да традиције прошлости нису потпуно одбачене. Заправо, ове традиције се ревалоризују у свјетлу савременог укуса. Промјенљиви концепти физичке љепоте кроз вјекове, илустровани су чињеницом што сваки период има своје стандардне укусе или каноне – жене у Рубенсовим сликама изгледају прилично „дебеле” у поређењу са савременим концептом о женској љепоти. На сличан начин одређени умјетници у прошлости, а који су били занемарени, често су сада више цијењени; понекад чак и читава ликовна традиција која се некада сматрала веома важном, данас се сматра мање значајном.
Ни један облик ликовног израза из прошлости не треба потпуно одбацити, без обзира на његов правац, јер сваки од њих има своје естетске вриједности и квалитете. Битно је да ми покушамо „видјети” те квалитете на исти начин на који их је њихов стваралац „гледао”. Овај начин „гледања” објашњава нам зашто су некад одбачене традиције сада потпуно прихватљиве и чак више цијењене од оних које су се некада сматрале веома значајним.
Различите форме изражавања у савременој умјетности могу се објаснити проучавањем психолошких и друштвених промјена које су се догодиле крајем деветнаестог и почетком двадесетог вијека.

### Модерни и савремени умјетнички израз
„Историчару навикнутом да проучава развој научног и филозофског сазнања, историја умјетности представља мучан и узнемирујући призор, јер изгледа као да се по правилу креће уназад а не унапријед. У науци и филозофији узастопни радници који раде на истом пољу, ако раде просјечно добро, показују извијестан напредак, док покрет уназад увијек означава прекид континуитета. Али у умјетности једном створена школа обично пада у свом даљем развоју. Она постиже савршенство своје врсте једним изненадним изливом енергије који је сувише брз да би га око историчара могло да прати. Он никад не може да објасни такав један покрет нити да нам тачно каже како се догодио. Али, кад једном до тога дође, настаје меланхолична неизбјежност опадања. Постигнуто савршенство не васпитава и не прочишћава укус потомства, оно га заводи. Иста је то прича било да гледамо самоско грнчарство или англијско резбарство, елизабетанску драму или венецијанско сликарство. Уколико у заједничкој историји умјетности може да се запази неки закон, то је, као и код закона индивидуалног живота умјетника, закон реакције а не прогреса. Било у великом или у малом, равнотежа естетског живота је стално нестабилна.”
Овако је писао један од великих модерних филозофа историје и филозофије умјетности, Робин Џорџ Колингвуд. Такође је примјетио да се савремена историја не може написати зато што много знамо о њој. „Савремена историја збуњује писца не само зато што он сувише много зна већ и зато што је оно што зна сувише несварено, неповезано, сувише разбијено. Тек послије исцрпног и дугог размишљања почињемо да увиђамо шта је било битно и шта важно, да схватамо зашто су се ствари десиле онако како су се десиле и да пишемо историју а не новине.”
Задатак историчара умјетности је да оно што се десило у неком периоду учини разумљивим. Посао критичара је да критикује оно што се управо догађа. Међутим, један од најозбиљнијих проблема при покушају писања историје садашњости је тај што су обе функције замућене. Једна од најуспјешнијих револуција у умјетности почела је прије Првог свјетског рата. Ипак, тим револуционарима с почетка 20. вијека ствари нису ишле баш сасвим глатко. Суочавали су се са непријатељском штампом и подругљивом публиком, те је данас тешко повјеровати да се изложбе њихових дјела организују уз званичну подршку институција и на које публика пристиже у маси жељна да учи и апсорбује те стилове. Наравно било је још мањих или већих револуција током двадесетог вијека, али су ови први авангардни покрети обликовали умјетничку сцену све до нашег времена. Међутим, данас је проблем што скандал не постоји и што је јавности и штампи прихватљиво готово било шта експериментално. Ако је некоме данас потребан бранилац онда је то оном умјетнику који се не предаје модама и ексцентричним радикалним гестама. Ово је уједно и најдраматичнији и најважнији преображај у историји умјетности, тј. чињеница да критика и публика од савременог умјетника тражи константне ексцентричне и радикалне гесте и одбацује традицију и постепену еволуцију као ретроградне.
Енглески историчар и професор умјетности Квентин Бел (Quentin Bell) је овако писао о ликовним умјетностима у књизи „Криза у хуманистичким наукама”, 1964. године:
„Године 1914. када су га неселективно етикетирали као кубисту, футуристу или модернисту, постимпресионистички умјетник је сматран преварантом или шарлатаном. Сликари и вајари познати публици су били потпуно против радикалних иновација; новац, утицај и покровитељство, све је било на њиховој страни. Данас можете рећи да је ситуација обрнута. Јавне институције попут Савјета за умјетност, Британског савјета и радиодифузне куће, велики привредници, штампа, цркве, биоскопи и оглашивачи, све се залаже за оно што је познато као – име није сасвим примјерено – неконформистичка умјетност… јавност прогута све, или бар постоји веома велики и утицајни сектор тога који то чини… не постоји облик сликовне ексцентричности која може изазвати, или чак изненадити критичаре…”
С друге стране Атлантика, Харолд Розенберг, првак савременог америчког сликарства који је сковао појам action painting (акционо сликарство), коментарише умјетнички „пејзаж” у чланку објављеном у Њујоркеру 6. априла 1963. године, осврћући се на разлику реакције јавности на прву изложбу авангардне умјетности у Њујорку 1913. године (Ермори шоу) и нове врсте публике коју је описао као „авангардна публика”:
„Авангардна публика је отворена за све. Њени најгласнији представници – конзерватори, директори музеја, професори умјетности, власници галерија – труде се да покрену и организују изложбе и обезбједе објашњења за слике прије него што се боја осушила на платну или пластика отврднула. Критичари који желе да помогну претражују атељее (умјетника) као изврсни истраживачи, с намјером да лоцирају будућу умјетност и буду први који стварају репутације. Историчари умјетности су увијек у приправности, са спремним фотоапаратима и биљежницама, да не пропусте ни један нови детаљ и обезбједе да он буде регистрован за будуће генерације. Традиција новости је све друге традиције свела на тривијалност…”
Розенберг је сигурно у праву кад сугерише да су критичари и историчари умјетности допринијели овој промјени. Ту је и искушење да се о умјетности пише сувише интелектуално што су многи од њих чинили а чине и дан данас. Али, поменуто није највећа опасност у поређењу са заблудним утиском да једино што је важно у умјетности јесте промјена и новост. Велико интересовање за умјетност и историју умјетности у двадесетом вијеку (и у наше вријеме), је посљедица многих чинилаца који су промијенили положај умјетности и умјетника у нашем друштву, наиме учинили да умјетност постане „модернија” него што је то било у прошлости.
Први је, без сумње повезан са искуством које свако има о прогресу и промјени кроз чију призму наше доба види људску историју као серију „линеарних” узастопних епоха које су се слиле у нашу, а које воде даље, у будућност. Знамо за камено и гвоздено доба, доба феудализма, доба индустријске и наше, технолошке револуције. Врло је могуће да је у овим измјеничним трансформацијама било толико губитака колико и добитака за развој човјековог друштва и саме умјетности. А можда ми на њих више не гледамо с оптимизмом. Од 19. вијека се укоријенило увјерење да је овај марш епоха незаустављив. Умјетност, исто као и друге човјекове дјелатности, економија, књижевност, итд., је приграбљена у овај неповратни процес. У ствари умјетност се сматра основним изразом свога доба. Зар немамо сви утисак да један грчки храм, један римски амфитеатар, једна готска катедрала или један небодер изражавају различит менталитет и симболишу друкчију врсту друштва? У овом схватању има дјелимичне истине. Стари Грци не би могли конструисати модерне небодере, а највјероватније не би били заинтересовани за изградњу катедрала. Међутим, овдје постоји једна имплицитна идеја о жигу или духу времена, која говори да он мора по сваку цијену бити присутан у Партенону, да епоха феудализма не би била оно што је била без катедрала и да смо ми тако предодређени да подижемо небодере. Из овог угла је, наравно, толико небитно али и глупо не прихватити умјетност свога времена. Слиједећи ово схватање, довољно је да се било који стил или експеримент прогласи савременим да би се критика осјетила обавезном да га разумије и промовише. Због филозофије о новости и промјени, критичари су изгубили храброст да критикују и постали су обични хроничари. Оправдање за ово скретање у намјери налазе у ноторном неуспјеху ранијих критичара да препознају и прихвате појаву нових стилова. Као најочигледнији примјер за губитак свог самопоуздања наводе непријатељство којим су дочекани импресионисти који су касније достигли велику славу а њихова дјела се и данас продају за баснословне цифре на аукцијама. Створена је модерна легенда да су сви велики умјетници били одбачени и изругани у своје доба, те сада публика чини значајан напор да се не наругује никоме. Идеја да умјетници представљају авангарду будућности, и да ћемо испасти глупи у друштву ако не знамо да их цијенимо, раширила се међу једном широком мањином.
Други, а који је такође допринео овој ситуацији, је у вези с развојем науке и технологије. Свима је познато да идеје модерне науке често изгледају неразумљиве и несхватљиве просјечном човјеку, али да су, упркос томе, оне оправдане и валидне. Најшокантнији примјер овдје је свакако Ајнштајнова теорија релативности, која је наизглед била у контрадикцији са свим схватањима здравог разума о времену и простору, али је довела до једначина масе и енергије чије је резултат атомска бомба. И критичаре и умјетнике дубоко импресионира моћ и престиж науке, из које су преузели, поред једног здравог поштовања према експерименту, једну другу не тако здраву вјеру у све што изгледа несхватљиво и неразумљиво. Ипак, наука се разликује од умјетности по томе што научник може разликовати неразумљиво од апсурдног путем рационалних метода. Критичар умјетности не посједује тако јасне доказе. Тако он осјећа да више није у могућности да посвети вријеме анализи да ли један нови експеримент има смисла или не. Уколико то чини ризикује да изгуби корак с временом. Највероватније ово није имало никакве важности за критичаре из прошлости, али данас постоји скоро универзално увјерење да они који се држе старих идеја о умјетности и не желе да се мијењају завршавају пред „стрељачким зидом”. У економији нам се непрестано говори да нам је прилагодити се новонасталим ситуацијама или мријети. Тако и у умјетности, потребно је одржати се отворених погледа и стално давати прилику новим предложеним методама и експериментима. Ниједан данашњи предузетник не може ризиковати да носи стигму конзерватизма. Не само да мора бити у току, већ мора и изгледати да је у току ствари. Начин на који се то може осигурати је декорисањем сале за састанке дјелима посљедњих умјетничких тенденција, што више радикалнијим и револуционарнијим, то боље.
Трећи чинилац врло вјероватно грубо пориче све досада поменуто. Из разлога што умјетност не само да жели да одржи корак са науком и технологијом, већ такође жели да понуди један пут за бјекство од тих „чудовишта”. На крају крајева, умјетници бјеже од рационалног и механичког, а многи од њих су пригрлили неку мистичну вјеру која истиче вриједност спонтаности и индивидуалности. Наравно, лако је разумјети да се људи осјећају под пријетњом механизације и аутоматизације, због прекомјерне организације и стандардизације наших живота, а посебно због жалосног конформизма који ови захтијевају. Умјетност се тако представља као једно уточиште гдје су још увијек дозвољени каприци и личне особености, и гдје се чак они високо цијене. Почев од 19. вијека многи умјетници су се прокламовали борцима против помпозног конвенционализма, а за свој главни задатак поставили да зачуде буржуја. Али оно што нису очекивали, то је да је у међувремену буржуј открио да је остати зачуђен постало прилично забавно. Зар нам свима није утјешно посматрати спектакл људи који одбијају да одрасту а који упркос томе налазе своје мјесто у савременом свијету? И зар такође није додатна вриједност свему томе моћи додати наш недостатак предрасуда одбијањем да будемо скандализовани или останемо запањени? На овај начин свијет техничке ефикасности и свијет умјетности досежу један модус вивенди. Умјетник се може повући у свој унутрашњи свијет и бавити се мистеријама свог заната и сновима из свог дјетињства, под условом да, као минимум, остане на нивоу идеје коју савремена публика има о томе шта јесте умјетност.
Поменута схватања су врло обојена одређеним психолошким конјектурама о умјетности и умјетницима. Постоји такозвана идеја о „личном изразу” (аутоекспресији) која сеже натраг у доба романтизма. С друге стране ту је дубока импресија коју су произвела Фројдова открића на пољу психоанализе, због којих се импутирала једна блиска веза између умјетности и душевних поремећаја, много дубља него што би то сам Фројд био спреман да прихвати. Овом схватању је надреализам дао значајан допринос, прогласивши стање лудила стваралачким потенцијалом. Комбинована са све раширенијим вјеровањем да је умјетност израз свога времена, ова увјерења би могла навести на закључак да умјетник не само да има право, већ чак и обавезу да напусти сваку врсту аутоконтроле. Ако резултати нису лијепи и угодни за посматрање, то је из разлога што наша стварност уопште није лијепа и угодна. Битно је суочити ове сурове реалности да би се тако, суочавањем, могла одредити озбиљност „наше” болести. Супротна идеја, да је само умјетност способна да нам пружи наговјештај савршенства у овом иначе несавршеном свијету, одбацује се као бијег од стварности. Интересовања која је створила психологија нагнала су и умјетнике и публику да истражују регионе човјекове психе који су раније сматрани одвратним или табуима. Тежња да се избјегне стигма ескапизма је натјерала многе да усмјере свој поглед на спектакле које би претходне генерације умјетника и публике жучно одбациле.
Досада поменути чиниоци су на исти начин утицали на ситуацију у књижевности и музици као у сликарству и вајарству. Ликовне умјетности се разликују од свих других стваралачких форми у томе што најмање зависе од посредника. Књиге треба штампати и објавити, позоришна дјела и музичке композиције морају бити интерпретиране, те неопходност за једним посредничким инструментом кочи екстремно експериментисање. Сликарство је тако постало најподесније за радикалне иновације од свих других умјетности. Не мора се користи четкица уколико се жели просипати боја по платну, а ако је ријеч о једном неодадаисти такође се на једну изложбу може послати смеће и тако изазвати организаторе да умјетника и његово дјело одбију. Међутим, стварна истина је да у посљедње вријеме умјетнику такође треба један посредник: трговац умјетнинама или маршант који излаже и промовише његово дјело. Непотребно је рећи да је то и даље проблем, али сви досада расправљани утицаји теже да погоде још више маршанта него критичара или самог умјетника. Из разлога што ако неко мора да има слух за барометар промјене, да прати актуелне тенденције и будно региструје појаву нових талената, онда је то маршант. Ако се опклади на коња побједника, не само да ће зарадити богатство, већ ће му и његови клијенти остати захвални. Конзервативни критичари претходне генерације су обичавали да гунђају да је све то око модерне умјетности једна монтажа коју су створили маршанти. Али њихов циљ је увијек био и остао да остваре профит од промоције и продаје умјетничких дјела. Можда је некада постојао неки моменат када је исправна опција дала неком маршанту моћ и престиж да гради и разграђује репутације током одређеног времена, али маршанти нису узрок вјетрова промјене; не више него што су вјетрењаче узрок вјетра.
Умјетничко образовање, посебно оно рано, је један врло важан елемент у садашњој ситуацији. Образовна револуција је прво постала очигледна у умјетничком образовању дјеце. На почетку 20. вијека, учитељи умјетности су разумјели да дјеца могу дати више од себе уколико се напусте тешки и разарајући традиционални методи умјетничких учења. То је било вријеме када су ти методи производили сумње због успјеха импресионизма и експеримената арт нувоа. Зачетници овог покрета ослобађања образовања од традиције, хтјели су да се дјечији таленат развија у слободи док дјеца не постану довољно формирана да могу да цијене умјетничка правила. Резултати који су добијени изгледали су им спектакуларно а шарм и оригиналност дјечијег рада побудили завист код професионалних умјетника. Поред овога, психолози су почели да вреднују чисти ужитак који дјеца експериментишу кад петљају са бојама и пластелином. Било је то у умјетничкој учионици гдје је идеал аутоекспресије постао посебно вреднован од стране многих. Данас користимо термин дјечија умјетност сасвим природно, не обраћајући пажњу да је он у контрадикцији са свим схватањима умјетности ранијих генерација. Највећи дио савремене публике је условљен тим образовањем које је усадило једну нову толеранцију. Многи су окусили задовољство које пружа слободна креација и пракса сликарства као форме за опуштање од свакодневнице. Брзи раст у броју аматера утицао је на умјетност на многе начине. Па, иако је произвео једно шире интересовање за умјетност за које би професионални умјетници могли бити захвални, они се и даље осјећају обавезним да подвуку разлику између манипулације боје коју изводи један умјетник и оне коју начини аматер. Мистичност искусног потеза кичицом је можда у директној вези с овим.
Један од најбитнијих ако не и најбитнији разлог за појаву модерних експеримената у умјетности је у вези са ширењем фотографије као ривала сликарства. Није да је сликарство из прошлости имало као једини циљ опонашање реалности, али је веза са реалношћу давала неку врсту потпоре, изазов који је одржавао окупираним најпривилегованије интелигенције међу умјетницима током вјекова, а критичарима нудио један почетни и површински критериј за вредновање умјетничких дјела. Појава фотографије датира с почетка 19. вијека. Данас у свакој земљи има милионе корисника фотоапарата, а још више појавом савремених смартфона са уграђеним фотоапаратима. Број фотографија које свакодневно настају се мјери милијардама. Могуће је да међу њима има и оних које су толико лијепе и евокативне као и многи сликани пејзажи, и исто тако експресивне и упечатљиве као и многи сликани портрети. Стога, није чудно да је ријеч „фотографски” постала проклета међу сликарима и мајсторима вредновања умјетничких дјела. Разлог који понекад наводе за њихово одбацивање може изгледати каприциозан и неправедан, али аргумент да умјетност мора истраживати алтернативе репрезентацији и опонашању природе је многима био више него прихватљив. Осамдесетих година прошлог вијека и након одређеног времена у улози љутог ривала сликарству, фотографија је коначно добила равноправан статус међу ликовним умјетностима, и данас многи савремени умјетници експериментишу искључиво у овом медију. Изложбе умјетничких експеримената у фотографији су једнако посјећене као и изложбе сликарства, мада у публици и критици има и даље оних који дају предност једном или другом медију зависно од личних склоности.

## Жанрови сликарства
Умјетнички жанрови су начин разврставња дјела према врсти теме, али они нису само то. Умјетнички жанрови су кроз историју умјетности били сама матрица умјетничког стваралаштва, и утицали на технику, формат, димензије, стил, способност комуникације и израз умјетничких дјела. Најистакнутији жанрови сликарства кроз историју су: историјско сликарство, портрет, жанровско сликарство, пејзаж, мртва природа, сликарство животиња и спортова, акт (нага мушка и женска фигура) и графичка прича и карикатура.
Данас, више него икада раније у историји, склони смо да цијенимо умјетничка дјела према њиховим формалним квалитетима, умјесто због њиховог значења. Музеји и галерије подстичу ову тенденцију тако што поништавају наш почетни осјећај за однос између тематског садржаја умјетности и њене функције. У томе су их подржали умјетници и критичари формалисти двадесетог вијека. Одузимајући нам контекст умјетничких дјела као и њихову релативну величину, „музеј без зидова”, тај свијет умјетничких репродукција, штампаних, а у новије вријеме и електронских, подстиче чисто естетско уважавање умјетничких дјела и подрива нашу способност да тумачимо њихово значење и значај.
Идеје европске и уопште западне умјетности у вези умјетничких жанрова, воде поријекло подједнако од античких и римских текстова књижевне критике и реторике, као и историје визуелних умјетности. Први су прописни, нормативни, а други описни, дескриптивни. Различити филозофи и писци — Платон, Аристотел, Хорације и Лонгин (анонимни писац из 1. вијека нове ере) — сложни су да је умјетност увијек мимеза (описна имитација), персонификација и приказ стварности. Њена заслуга је у васпитној, дидактичкој вриједности онога што се представља или приказује, исто онолико колико и у вјештини умјетника да дочара један природан, стварни изглед приказаних ствари.
И други антички писци су прихватили мимезу као основну суштину визуелне умјетности. Међутим, треба поменути да није рађена вриједносна разлика између имагинарног и стварног портрета личности, нити између иконографске и наративне умјетности.
И мањи умјетници су слављени због способности да миметички дочарају комичне ликове, разнолика нељудска бића и неживе предмете. Плиније Старији је хвалио једну бронзану статуу пса који лиже своје ране и истицао стручњаке за сликарство „берберница и обућарских радњи, чудесних звијери, живина и сличних ствари”, исто као и сликаре архитектонских погледа, декоративних пејзажа и крајолика, сеоског лова и цвијећа. Теоретичар архитектуре Витрувије, описао је декорацију трпезарија са сликама посластица, и других просторија и ходника са сликама „сцена трагедије, комедије и сатире” као и митолошких пејзажа и сцена.
Надовезујући се на успјехе хуманистичког реализма фирентинске ренесансе и своје познавање латинских писаца, Леон Батиста Алберти је саставио прву модерну расправу о умјетности у свом трактату О сликарству (De Pictura, 1435), гдје примјенио појмовни апарат пјесничке и реторичке теорије. Његов циљ овдје је био троструке природе: да теоријски потврди постигнућа фирентинске умјетности, да помогне другим умјетницима да опонашају њену миметичку способност и изражајна достигнућа, и да уздигне сликара и вајара од статуса занатлије до статуса слободног умјетника и изједначи их са класничним пјесницима у питањима знања, стваралачке маште и моралног утицаја. У посљедњем смислу Алберти каже да је „најважније дјело сликара историја”. Историја или сторија на коју овдје мисли Алберти, је италијанска ријеч за наративне слике, као што су илустрације сцена из Јеванђеља или житија светитеља. Његова намјера да поистовјети причу са трагедијом и епиком, и свијест о њеној вези са другим категоријама сликарства, још је јасниј изражена у његових Десет књига о архитектури:
„И сликарство и вајарство могу бити различитих класа. Она у којој се приказују велика дјела великих људи достојних памћења, разликује се од оне која описује обичаје обичних људи, оне која приказује живот сељака. Прва, која има величанствен карактер, треба да се резервише за јавне грађевине и резиденције великих људи, док би ова друга одговарала за вртове… Наш ум ужива посматрајући слике које приказују лијеп крајолик, луку, сцене риболова, лова, пливања, момачке игре, цвијеће и биљке.”
Будући да је Алберти наклонији зидном, фреско сликарству, природно је да повезује садржај слике са њеним архитектонским функцијама. Појава уљаног сликарства и „експлозија” колекционарства умјетности која се одвијала током шеснаестог вијека, разбила је ову везу између сликарства, његових ефеката и мјеста излагања. Иако приче (историје) задржавају своје монументалне димензије и своју дидактичку функцију, никада не губећи у потпуности своју везу са јавним грађевинама и резиденцијама великих људи, брзо су почеле да напредују и друге тржшније и управљивије сликарске категорије. Образовани италијански колекционар, стимулисан и вођен својим апетитом за умјетност и читање класика, овим је престао да зависи од локалних умјетника који су радили ин ситу. Јачањем потражње почиње класификација сликарских дјела на жанрове, а специјализација у појединим жанровима достиже једну географску димензију. Величанствени стил централне Италије је најподеснији за причу (историјско сликарство); умјетници са сјевера Италије су били изврсни портретисти; али су трансалпски њемачки и фламански умјетници они који су доминирали технику детаља која је била најпогоднија за сликарство на мањој скали, наиме приказ обичаја обичног човјека, живота сељака (тзв. жанровско сликарство), пејзажа и мртве природе. Иако класификација на жанрове није била објављена до 1669. године (задатак за који је заслужан J. F. Félibien у предговору конференцијама одржаним 1667. године у Француској краљевској академији сликарства и вајарства), различите умјетничке категорије и њихов ранг су већ биле успостављене до 1600. године.

### Историјско сликарство
Израз „историјско сликарство” је донекле погрешан превод италијанске ријечи istoria или storia којом се мислило на наративну причу или сцену која је имала васпитни дидактички карактер и требала да подучи посматрача у вјерским, моралним и другим за човјека значајним институцијама.
На истакнутим страницама своје књиге Умјетност и илузија (1960), историчар и теоретичар умјетности Е. Х. Гомбрих сугерише да је слобода грчких пјесника, још од Хомеровог времена, да изразе не само „шта” митских догађаја, већ и „како”, такође подстицала умјетнике да се упусте у царство митског наратива. За то су прилагодили схеме наслијеђене из Старог Египта.
Без обзира да ли је ова хипотеза буквално тачна или није, истина је да нарација помоћу слика нужно представља чин инвенције, а маштовита рекреација је суштинска за историјско сликарство, као и за драмску поезију. Управо та чињеница, заједно са моралном снагом приказаног догађаја, дала је историјском сликарству потребан услов стваралачког, насупрот чисто занатском представљању, а онима који га практикују скоро магијску моћ, сродну пјесничкој, да нас натјера да „заплачемо прије него нам се плаче, и да се смијемо прије него нам се смије…”
Историјско сликарство не мора бити ограничено на представљање сцена из историје, а још мање на прецизно приказивање одјевне ношње и обичаја, иако је ова погрешна дефиниција утицала на сликарство, посебно током 19. вијека. До Албертијевог трактата о сликарству, ријеч историја се користила искључиво за разликовање наративне сцене Јеванђеља и житија светитеља од чисто иконографског приказа светих личности (imagine). До 1435. године, фирентински умјетници као што су Донатело и Мазачо, слиједећи стопе Ђота и Пизана и враћајући се визуелном језику антике, створили су монументални тип хришћанског визуелног приповједања који је повезивао сликовни простор са свијетом посматрача кроз приказ уређен законима перспективе, прецизном анатомијом и дочаравањем душевних стања као што је пасија (сраст), што је условило ближе учешће посматрача у приказаном догађају. Врхунски примјер хришћанске историје у сликарству је Леонардова Тајна вечера.
Поред хришћанских тема, Алберти је такође заговарао представљање оних античких тема које су класици већ одабрали као прикладне за трагедију и еп: поступке „људи бољих од нас самих”. Нема сумње да би се он сложио са Аристотелом да је „поезија више филозофска и вриједнија озбиљне пажње од историје; јер, док се поезија бави универзалним истинама, главни предмет историје су партикуларне чињенице”.
У 19. вијеку, индустријска револуција је довела до богаћења средње класе која је почела да добија све значајнију улогу у друштвеном животу Европе и Америке. Држава је и даље била покровитељ умјетности, мада су званичне наруџбине, и откуп дјела, доносили приход ограниченом броју умјетника. Француска, на примјер, је од 1880. године престала да организује чувене Салоне, а улогу покровитеља умјетности преузела је нова буржоазија. У основи материјалистички оријентисана, ова нова друштвена класа све се мање интересовала за романтичарске фантастичне теме, а све више за дјела која свијет приказују онаквим какав он јесте. Промјена укуса наручиоца̂ измијенила је тржиште, што је постепено довело до пропасти историјског сликарства као жанра. Приватни колекционари више нису марили за велике сложене сцене историјске прошлости, сада су их занимали портрети, пејзажи и прикази свакодневног живота.
На почетку 20. вијека, појавом апстракције десиће се још један раскид са традијацама сликарства, како у тематском тако и у техничком смислу и начину стварања умјетничких дјела.

## Сликарски материјали

### Пигменти
Пигменти који се користе у сликарству су обојене прашкасте материје нетопиве у води, везивним средствима и растварачима. Њима се нека површина може прекрити, али не и обојадисати. По тој особини ови обојени прахови (суве боје) се разликују од боја која имају способност да обоје биљна и животињска влакна и које се користе за бојадисање у индустрији текстила. Пигменти су по хемијском саставу оксиди, сулфиди, сулфати, хромати, карбонати, фосфати и силикати метала; веома ријетко, као што је то случај са париском (пруском) плавом и есмералд зеленом, се јављају у виду метално-органских једињења. Угљеникова црна је ријеткост, јер је чини искључиво један елеменат – угљеник. Поред неорганских пигмената у сликарству се користи и мањи број органских боја насталих неким органским хемијским процесом.
Пигменти органског и неорганског поријекла могу се подијелити на групу природних (насталих у природи путем одређених физичких и хемијских акција) и групу вјештачких који су добијени планираним усмјереним хемијским процесима у лабораторији. Природни неоргански пигменти су окер, сијена, умбра, итд. Вјештачки неоргански пигменти су кадмијум жута, модерни ултрамарин, цинкова и титанова бијела, итд. Природне органске боје могу бити биљног и животињског поријекла. У прву врсту спадају индиго, броћевина и друге, а у другу спадају индијско жута, сепија, итд. Вјештачке органске боје су ализарин црвене, фталоцијанин плава и зелена и друге.
Земљани пигменти, природне неорганске материје добијене са одређених налазишта, прерађују се механичким путем. Поступак припреме се углавном састоји од дробљења сировог материјала, мијешања у води, филтрирања, таложења, сушења и одабира према уситњености зрна. Циљ овакве обраде је да се добије пигмент одговарајућег прашкасто стања ослобођен хемијски активних нечистоћа као што су растворљиве соли или неке органске материје. На овај начин припремају се окер, сијена, умбра и други. Процесом калцинације, односно загријевањем на вишим температурама, могу се неповратно промијенити карактеристике боје већине земљаних пигмената. Услијед дехидрирања жуте и смеђе земље постају загасито црвене или дубоко и топло смеђе. Овим процесом се добијају црвени окери, печена сијена и печена умбра. Зелена земља изложена вишим температурама постаје транспарентно смеђа (неки произвођачи је комерцијализују као зелену печену умбру).
Природни неоргански пигменти могу се добити и мљевењем (уситњавањем) одређених минерала. Некада су тако припремани малахит и природни ултрамарин (лапис лазули). На врло високим температурама добијају се неоргански пигменти као што су цинобер, модерни ултрамарин, итд. Оксидацијом цинкових или титанових пара добијају се цинкови и титанови савремени бијели пигменти. Кондензацијом гасова горућих уља или масти прави се црна од чађи. Калцинацијом костију или лозе производе се други црни пигменти (нпр. црни марфил).
Корозијом неких метала посредством киселина настају одређени неоргански пигменти: оловна бијела, вердигрис, итд.
Многи вјештачки неоргански пигменти производе се таложењем из раствора двију или више металних соли у условима који омогућавају планиране хемијске реакције. На примјер, дејством оловног нитрата на натријум хромат добија се жути талог – пигмент хромове жуте боје.
Природне органске боје налазе се у биљним или животињским организмима као, углавном, готове материје које се једноставним процесима издвајају, хемијски обрађују и затим фиксирају за неку основу (алуминијум хидрат, и сл.). Природне органске боје као што су индијско жута, краплак (броћевина), шафран, кармин и друге више се не користе у савременом сликарству због својих показаних недостатака углавном из разлога непостојаности под дужим утицајем свјетлости, мада скоро сви произвођачи нуде боје са истим или сличним тоном и именима, створене од комбинација других пигмената или савременим хемијским процесима.
Вјештачке органске боје добијају се сложенијим хемијским поступцима, углавном синтезом производа дестилације каменог и смеђег уља. Синтетичке органске боје се такође таложе на неком супстрату (подлози), јер се тако везане уз зрно инертног материјала могу користити за припрему сликарских боја.

### Особине сликарских пигмената
Пигменти подесни за употребу у сликарству морају бити отпорни према излагању свјетлости, влажности, алкалијама и киселинама. Нужно је да буду постојани у одговарајућем везивном средству и да се у међусобним контактима понашају хемијски неутрално, да не доводе до хемијских реакција.
Ипак, непосредно и континуирано дејство сунчеве свјетлости производи извјесне фотохемијске реакције код неких пигмената. Изложени свјетлости они блиједе или добијају загаситији, тамнији тон. Ове промјене зависе од јачине исто толико колико и од трајања освјетљавања. У неким случајевима до таквих промјена долази тек уз подршку других чинилаца, на примјер, влаге. Већина органских пигмената, а и неки старији природни и новији синтетички пигменти, нису у довољној мјери отпорни према дејству свјетлости. Међу неорганским пигментима оксиди су примјерено отпорни на свјетлост. Цинобер (живин сулфид) спада у оне који тамне кад се изложе њеном утицају.
Концентрације сумпор водоника и сумпор диоксида, а у новије вријеме и хидроген диоксида, су изузетно велике нарочито у градским подручјима. Наравно, могућности контаката слика са овим разорним једињењима су велике. Кисели сумпорни гасови изазивају одређене хемијске реакције неких пигмената а тиме и непожељне промјене њихове обојености. У таквим условима, бијели оловни карбонат – који је обилато коришћен у сликарским дјелима прије 19. вијека – преобраћа се у тамни сулфид. Ултрамарин, сви кадмијумови пигменти и други, изразито су осјетљиви према свим киселинама.
Пигменти које разарају алкалије, као пруско плава која у додиру са кречом постаје смеђа, не користе се у фреско сликању и казеинској темпери.
Промјене у обојености настају такође и због међусобног хемијског активирања одређених пигмената. До таквих реакција долази чешће у воденим везивима због непосреднијег додира између пигментних честица него што је то случај у уљаним бојама, гдје је свака честица материјала обавијена релативно непробојном опном уљаног везива. До ових нежељених реакција долази између сулфида и пигмената који садрже олово или бакар. Савремени произвођачи квалитетних и професионалних боја се труде да овакве појаве не буду присутне у њиховим производима избјегавајући употребу пигмената који садрже нечистоће и активне састојке (слободни сумпор) у таквом облику и количини да се у бојама изазову непредвидиве и непожељне реакције. Ова опасност и даље постоји код лоших и сувише јефтиних производа који нису ослобођени страног хемијског садржаја. Пигменти који су носиоци кисеоника, према неким мишљењима, могу допринијети блијеђењу извјесних органских боја.
Интензитет и дубина тона нису подједнаких вриједности за све пигменте. Неки су природно блијеђи а други тамнији. У производњи професионалних сликарских боја се обраћа посебна пажња да обојености одговарају врсти пигмената којој свака боја припада.
Ипак, хемијска чистоћа појединих пигмената није у свим случајевима беспријекорна. Лошији пигменти природног неорганског поријекла, природно бојене земље, најчешће садрже друге органске материје које изазивају тамњење боје. Стране примјесе, међутим, могу бити и планирани додаци појединим пигментима. У скупље врсте боја на бази скупљих пигмената, сви кадмијумови и кобалтови пигменти, на примјер, додају се инертна пунила која битније не мијењају основна својства оригиналног материјала. Титановој бијелој се додају други инертни пигменти да би се умањила њена изузетно снажна бојећа моћ и тако прилагодила осталим пигментима. Корекције овакве врсте нису ријетке и, по правилу, значајније доприносе ваљаности појединих савремених пигмената који по својој природи имају неке мање недостатке. У неким другим случајевима, као, на примјер, мјешавина пруско плаве и хром жуте која даје хром зелену, због њихових посебних хемијских карактеристика, може дати пигмент и боју сумњиве вриједности.

### Прозирност пигмената
Пигменти могу бити прозирни, полупрозирни и непрозирни. Међутим, њихова прозирност зависи од услова у којима се налазе. Везивно средство у томе има одлучујући значај. Што је мања разлика у индексима рефракције (преламања) свјетлости између неког везивног средства и пигмента, то је и боја прозирнија. Углавном, пигменти су прозирнију у уљаном везиву него у акрилном зато што је разлика у индексима рефракције у првом случају мања а у другом већа. Уље временом, чак и више година или деценија након сушења, повећава индекс рефракције и тамни. Пошто се у том случају смањује разлика у рефракцији између пигмената и везива, боја постаје прозирнија. Услијед овог феномена, изразито испољеног код бијелих боја, цртеж или тамнија подсликавања (црне, печене земље или венецијанске црвене) провиде се на старијим сликама кроз горње слојеве боје.
Непрозирност боје повећава се уситњеношћу пигмента зато што се свјетлост одбија од већег броја честица. Прозирни пигменти нанијети на неку површину у дебљем премазу постају непрозирни зато што са већим бројем честица расте апсорпција и рефлексија свјетлости.
Обојеност пигмента (свјетлина и дубина тона) такође је зависна од поменутих услова. У различитим везивима исти пигмент може изгледати друкчије. Што је већа разлика рефракције а тиме већа и рефлексија свјетлости, пигмент постаје свијетлији и обрнуто. У свим везивним средствима која се користе у сликарству, пигмент добија дубљи тон него што га има у свом сувом стању зато што такве средине имају већи индекс рефракције од ваздуха. На примјер, ултрамарин (И. Р. пигмента 1,50) је у сувом стању (И. Р. ваздуха 1,00) свијетлији него у уљу (И. Р. уља 1,48) гдје због мање разлике у рефракцијама има дубљу плаву нијансу. Сходно томе ултрамарин ће бити свијетлији у воденом (И. Р. 1,33) а тамнији у уљаном везиву.
Снага бојења или обојености, односно вриједност тона боје, такође није подједнака код свих пигмената. На примјер, одређена сива нијанса може се добити од једног дијела неке црне и око двадесетак дијелова титанове бијеле. Иста сива постиже се тек са двоструко више пигмента оловне бијеле. Количина цинкове бијеле мора се утростручити да би се постигао исти циљ. Изразито снажну бојећу моћ имају пруско плава, фталоцијанин плава, кадмијумове жуте и црвене, итд. Слабије дјелују зелена земља (или зелена умбра) баријум жута, итд.
Савремени произвођачи сликарских боја у тубама означавају прозирне пигменте бијелим квадратом, полупрозирне квадратом који је дијагонално подијељен на бијело и црно, а непрозирне црним квадратом.

### Пигменти кроз историју

#### Пећинско сликарство
Пећинске слике праисторијског доба свједоче да је давни предак савремених сликара имао на располагању прилично сужен избор боја. Били су то пигменти које је лако проналазио у најближој својој околини: смеђе и црвено обојене земље и црне од сагорјелог дрвета и костију. Прахови обојених минерала: цинобер, орпимент, реалгар, азурит, малахит користиће се тек у раним периодима историје. Вјештачки добијен пигменти су такође познати од давнина, посебно египатско плава, оловна бијела, оловна црвена, зелена од бакра и друге.

#### Стари Египат
Једна сачувана египатска палета, стара око три и по хиљаде година, показује двије врсте окера (свјетло жути и загасити), црвену земљу, египатско плаву, зелену, бијелу и црну. Ипак, вјерује се да избор није био сведен само на боје које су нађене на тој палети, већ да су Египћани располагали са, приближно, петнаест различитих пигмената и да су чак користили неке органске боје природног поријекла које су временом изблиједиле тако да се на сачуваним предметима не могу идентификовати.

#### Стара Кина
Стари Кинези су црну добијали од чађи уља, док су нијансе жутих, оранж и црвених боја припремали од пероксида живе. Индиго је био плава а малахит зелена боја, а прах шкољки су употребљавали нешто прије оловне бијеле. Познавали су и неке дубоко црвене и свијетло жуте природног органског поријекла.

#### Стара Грчка и Рим
Боје коришћене у старој Грчкој су углавном непознате пошто писана свједочанства нису довољно увјерљива те се о тим пигментима једино може говорити на основу осликаних ваза пошто слике нису сачуване. Бијеле су биле креда са Мелоса и природни карбонат олова, црна од костију (елефантинум) приписује се легендарном сликару Апелесу. Коришћена је и црна од лозе, а међу окерима посебно је била цијењена атичка смеђа земља. Црвене су биле синопија, печени окер и природни цинобер.
Староримски писац Витрувије је између осталог забиљежио податке о бојама које су вјероватно коришћене и у каснијим периодима грчког сликарства. Према Витрувију боје се дијеле на оне „ . које се налазе на извјесним мјестима и ту копају” и друге које се „ ... мијешањем спајају и припремају …”, што сасвим јасно говори да су поред природних пигмената били познати и они који се припремају вјештачким (хемијским) путем.
Атичка жута земља (сил, охра) имала је веома високу цјену иако сам окер није био риједак материјал. Витрувије каже да су рудари који су трагали за сребром у околини Атине, када би случајно наишли на жилу окера „ …поступали као да је сребро”. Најтраженија црвена земља налажена је на Понту у Синопе, граду на малоазијској обали Црног мора. На неким острвима Средоземног мора такође је ископавана врста црвеног пигмента али је, изгледа, била нешто мање цијењена. Бијела (мелинум) добијана је са острва Мелоса, док је друга приближних особина (параетониум) копана на обали Средоземног мора у Либији. Зелена земља (теодотејон) добављана је из Смирне. Златно жути орпимент (арсеникон) као и жућкасто црвена (сандарака) поријеклом су из рудника у Понту. Цинобер и његову особину да потамни изложен непосредном дејству сунчеве свјетлости и различитим атмосферксим утицајима Витрувије је потанко образложио. Зелени пигмент (хризокола) добијан је из македонских рудника бакра. Сагоријевањем смоле приређивана је црна боја. Витрувије такође веома детаљно описује начин припреме бијеле од олова и сирћета. За египатску плаву је рекао да се производи у Путеолима (Pouzzoli) у Италији. Ако је судити према Витрувијевим писањима, стари Грци и Римљани су познавали већи број пигмената како природног тако и вјештачког поријекла.

#### Средњи вијек, ренесанса и барок
У средњовјековном сликарству користе се углавном исти пигменти који су били познати и у класичним временима. Све до почетка 18. вијека значајнијих иновација није било. Палете старих мајстора ни у периоду развоја и превласти уљаног сликарства нису претрпеле значајне измјене.
Јан ван Ајк, један од главних зачетника уљаног сликарства у првој половини 15. вијека, је на својој палети имао сљедеће пигменте: смеђи вердачо, црвену органског поријекла (броћевину), природни ултрамарин (лапис лазули), жути окер, зелену земљу, орпимент, синопију, црну од чађи дрвета и оловну бијелу.
Рубенс, у доба барока у првој половини 17. вијека, користи пигменте: оловну бијелу, жути окер, органску жуту, органску црвену, цинобер, црвени окер, природни ултрамарин, оксид кобалта, малахит зелену, зелену земљу, печену сијену и коштану црну.

#### Од романтизма наовамо
Почетком 18. вијека, са убрзаним развојем хемије, долази до открића већег броја нових пигмената од којих многи и данас служе у сликарству. Прва из те серије била је пруско плава, 1704. године. Послије незнатне паузе, у посљедњој четвртини 18. вијека долази до проналаска неколико нових пигмената. То су шелова зелена, кобалт зелена а разматрају се могућности увођења у употребу цинкове бијеле. Почетком 20. вијека пронађена је кобалт плава а убрзо затим и хромова жута. Слиједе кадмијумова жута, модерни ултрамарин, хромхидроксид зелена (виридијан), хром оксид, кобалт љубичаста, итд. Мовеин, прву катранску боју синтетизовао је Перкин 1856. године. Синтетизовање ализарина, 1868. године, тако је представљало значајно унапријеђење и важан корак према откривању нових синтетичких боја.
Пигменти који су и данас у употреби могу се класификовати према почецима употребе. Из праисторијског периода: црне од чађи, смеђе и црвене земље. Стари Египат, Кина, Грчка и Рим: оловна бијела, цинобер, зелена земља. Средњи вијек: умбра, сијена, напуљска жута. 18. вијек: париско плава. 19. вијек: кобалт плава, кобалт зелена, кадмијум жута, цинкова бијела, модерни ултрамарин, хромхидроксид зелена (виридијан), кобалт љубичаста, кобалт жута, хром оксид зелена, церулеум плава, манган плава, ализарин црвена. 20. вијек: кадмијум црвена, стронцијум жута, титанова бијела, ханса жута, фталоцијанин зелена и плава.
На палетама неких савремених сликара се може наћи читав спектар боја од којих су значајан број чисти, немијешани пигменти, а има и оних које су створене мијешањем два или више пигмената. Најпрестижнији произвођачи професионалних боја имају и до 150, а неки и више боја у понуди, што је далеко више него што су раније генерације сликара могле уопште замислити. Међутим, сликари, као и други умјетници, су појединци са различитим склоностима тако да поред тога што не користе све боје у понуди на тржишту, сваки има друкчији избор основних боја којима се најчешће служи.

### Везива
Везиво је средство којим се пигмент повезује или лијепи за сликарску подлогу. Као што је већ напоменуто, сликарски пигменти нису боје за бојадисање различитих материјала, већ их једино могу прекрити и зато им је потребно везиво. У зависности од врсте везива разликујемо различите технике у сликарству. На примјер, у фреско сликарству се не користи никакво друго везиво осим влажног малтера који својим сушењем интегрише пигмент у своју површину. У сувим техникама као што је пастел, користи се мања количина арапске гуме и креда за градацију свијетлијих тонова боје. У воденим техникама, акварел, гваш, и темпера користе се различите гуме, казеин и жуманце јајета као везиво којим ће се пигмент залијепити за површину подлоге. У енкаустици је то восак и различите смоле, у уљаном сликарству сушива уља, ланено, маково, итд. и различити сикативи, односно мјешавине уља са смолама које побољшавају брзину сушења и штите слику од неких спољашњих утицаја. У техници акрилним бојама користи се синтетички медиј као везиво који као резултат слици даје скоро изглед пластике.

### Уље
Уљано сликарство је процес сликања пигментима који за везиво имају неко сушиво уље најчешће ланено, које је било у широкој употреби у раној модерној Европи. Често је уље било прокувано са резином као што је борова смола или чак тамјан; они су названи лаковима и били су цењени због њихове конзистенције и сјаја. Уљане боје су временом постале главни медијум који је коришћен за креирање уметничких радова пошто су њихове предности постале широко познате. Транзиција је започела са раним холандским сликарством у северној Европи, и до доба врхунца ренесансе технике уљаног сликарства су скоро у потпуности замениле сликање темперама у највећем делу Европе.
У другој половини двадесетог вијека главни фокус наставе већине школа и факултета умјетности био је на креативности и експресивности, са мало или нимало пажње посвећене развијању и разумијевању укључених физичких материјала и њиховој правилној употреби. Превладавајући став је наизглед био сличан оном који имају дјеца, наивни и примитивни покушаји у умјетности, умјесто контролисаног и на техничком знању заснованог мајсторског приступа, који, говорило се, ако се слиједи, може неповратно компромитовати тај веома крхки квалитет. Невиност, једном изгубљена, мислило се, не може се опет повратити. Другим ријечима, само они који не посједују техничко знање могу да створе велика умјетничка дјела. Старе Мајсторе се сматрало изузетком, производом околоности њиховог времена, а које, наводно, више не постоје.
Ово је била идеја већег дијела двадесетог вијека, деструктивна за област умјетности на много начина, посебно за умјетничку наставу. Оваква нелогична и штетна вјеровања не би требало и даље допуштати, ако и даље брине будућност умјетности. Све идеје треба повремено преиспитати — изнова вриједновати — да се провјери да ли још вриједе под свјетлом нових околности или нових информација. Историја умјетности се уопштено разматра по вјековима, сваки од којих је, на више начина, препознат као посебан и другачији у односу на друге. Освануо је нови вијек, те идеје прошлог не би требало преносити у нови.
Добра пракса би била узети оно најбоље из прошлости и увести у оно што се ради данас, или што ће се радити сутра, а одбацити све оно што се показало као лоше, или је већ истрошено до крајњих граница.
Знање се не смије потцијењивати, већ стално усавршавати. Коначна мјера вриједности једног умјетника је испит времена. Међутим, не може се очекивати да дјела пристигну у будућност ако не надживе умјетника. Стога су практична и техничка разматрања овдје врло битна, пошто слике које су сликане без ових знања могу брзо да пропадну.
Сликање уљем, више него у случају било ког другог сликарског медија, укључује одређена знања из хемије ако умјетника брине очување његовог дјела. Боје треба да се наносе одређеним поступком, или ће се десити да филм боје испуца. Неки пигменти губе своју постојаност након излагања ултраљубичастом свјетлу. Други пожуте у одсуству свјетла. Неки популарни лакови и балзами за сликање уљем ће узроковати да слике потамне, испуцају, коначно, да их буде веома тешко рестаурирати. Неке данас широко усвојене праксе сликања уљем могу довести до тога да се слојеви боје сасвим одлијепе или отпадну од сликарске подлоге.
Може се упитати зашто ико данас слика уљаним бојама, ако је то толико тешко и има много тога се научи. Постоји много разлога, а главни је да сликање уљаним бојама омогућава најшири спектар могућих ефеката у односу на било који други умјетнички медиј. Уљане боје не мијењају тон када се се осуше, што је случај са воденим медијима и техникама. Уљана слика, сликана исправним поступком, опстаје вјековима, практично непромијењена, уколико се правилно чува, а ако се појаве неки проблеми, данашњи рестауратори имају довољно хемијског техничког и научног знања да их ријеше, вјековима развијаних и сабираних техника рестаурације и конзервације сликарских дјела. Коначно, уљане боје, у рукама мајстора, способне су да изразе далеко више него што је случај са било којим другим медијем и техником. Уљано сликарство је, оправдано, вјековима сматрано најфинијом сликарском техником. Није лако њиме овладати, али је зато могућа награда за сликара велика. На први поглед може да обесхрабри почетника, али није толико тешко научити основе. У сваком случају, од велике је важности за умјетника забринутог за очување његових дјела.

### Пастел
Пастел је сликарски медијум у облику штапића, који се састоји од чистог пигмената у праху и везива, обично арапске гуме. Пигменти који се користе у пастелу су исти са онима који се користе за производњу свих осталих обојених сликарских медија, укључујући уљано сликарство; везиво је неутралног тона и ниског засићења. Ефекат боје пастела је ближи природним сувим пигментима него у било ком другом процесу. Пошто је површина пастелних слика крхка и може лако бити замрљана, њихова презервација захтева заштитне мере као што је урамљивање испод стакла; оне исто тако могу да буду попрскане са фиксативом. Упркос тога, када се направе са перманентним пигментима и када се њима исправно рукује, пастелне слике могу да остану непромењене вековима. Пастели нису подложни, попут слика направљених течним медијумима, испуцавању и губљењу боја услед хемијски промјена које се дешавају у употребљеном везиву, непрозирности, или димензија медијума при његовом сушењу.

### Акрил
Акрилне боје су брзосушеће боје које садрже пигменте сустепендоване у акрилној полимерној емулзији. Акрилне боје могу да буду растворене водом, али постају водоотпорне кад се осуше. У зависности од тога колико боје је растворено (у води) или модификовано акрилним геловима, медијима, или пастама, завршене акрилне слике могу да подсећају на аквареле или уљане слике, или да имају своје сопствене јединствене карактеристике које нису оствариве са другим медијумима. Главна практична разлика између већине акрилних и уљаних слика је инхерентно време сушења. Уља омогућавају више времена за мешање боја и наношење чак и глазура преко слика. Тај споро сушећи аспекат уља се може сматрати предношћу у појединим техникама, мада исто тако може да омета способност уметника да брзо ради.

## Сликарске технике
Постоје категорије техника које су по своме поступку;

### Суве технике
- Пастел
- Колаж
- Витраж
- Таписерија
- Графит
- Угљен

### Мокре технике
- Акварел
- Гваш
- Темпера
- Уље
- Акрилик
- Фреска

### Технике које се не сврставају у ове категорије
У ову категорију спадају технике које су у свом поступку и суве и делом мокре и такве технике су;
- Мозаик
- Зграфито
- Енкаустика

## Смјерови у сликарству
Периоди у сликарству се претапају из једног у други, тако да наведене године означавају само оквирни почетак и крај одређеног периода.

### Смјерови у сликарству (период од 1350 до 1750)
- Ренесанса - од 1350. до 1550. године
- Маниризам - од 1515. до 1600. године
- Барок - од 1600. до 1750. године
- Класицизам - од 1700. до 1770. године

### Смјерови у сликарству (период од 1750)
- Неокласицизам – од 1780. до 1830. године
- Романтизам – од 1800. до 1860. године
- Импресионизам – од 1870. до 1920. године
- Симболизам – од 1880. до 1920. године
- Експресионизам – од 1885. до 1925. године
- Кубизам – од 1906. до 1923. године
- Футуризам – од 1909. до 1916. године
- Дадаизам – од 1916. до 1924. године
- Надреализам – од 1924. до 1940/50-их
- Апстрактни експресионизам – од 1940-их до 1960-их
- Поп арт – од 1960.
- Концептуална уметност – од 1960-их до краја 1970-их
- Хиперреализам – током 1970-их
- Неоекспресионизам – од 1970-их и током 1980-их
- Трансавангарда – од краја 1970-их и током 1980-их
- Постмодернизам и Савремена уметност – од 1990-их